# Talsperre Arroyito
Die Talsperre Arroyito (spanisch Represa Arroyito) ist eine Talsperre mit Wasserkraftwerk in Argentinien. Sie staut den Río Limay, der hier die Grenze zwischen den Provinzen Neuquén und Río Negro bildet, zu einem Stausee auf. Die Talsperre dient der Stromerzeugung. Sie wurde 1979 eingeweiht. Ungefähr 45 km flussabwärts liegt die Provinzhauptstadt Neuquén.

## Absperrbauwerk
Das Absperrbauwerk besteht aus einer Gewichtsstaumauer aus Beton (Maschinenhaus und Wehranlage) sowie aus Schüttdämmen, die sich an beiden Seiten anschließen. Die Höhe des Bauwerks beträgt maximal 26 (bzw. 37) m. Die Gesamtlänge des Bauwerks liegt bei 3500 m. Die Breite der Dämme beträgt zwischen 6 und 10 m an der Krone. Für die Dämme wurden 4 Mio. m³ Schüttmaterial verwendet. Über die Wehranlage können maximal 2582 (bzw. 3750) m³/s abgeleitet werden.

## Stausee
Bei Vollstau erstreckt sich der Stausee über eine Fläche von rund 38,6 km² und fasst 300 (bzw. 361) Mio. m³ Wasser. Das maximale Stauziel beträgt 316,5 m.

## Kraftwerk
Das Kraftwerk ging 1983 in Betrieb. Die installierte Leistung beträgt 120 (bzw. 127,8) MW. Die durchschnittliche Jahreserzeugung wird mit 560 (bzw. 720) Mio. kWh angegeben. Die 3 Kaplan-Turbinen leisten jeweils maximal 42,66 MW. Die Nenndrehzahl der Turbinen beträgt 90,9 min−1. Die Fallhöhe liegt bei 16,85 m. In der Schaltanlage wird die Generatorspannung von 13,8 kV mittels Leistungstransformatoren auf 132 kV hochgespannt.